# 伦敦会议 (1920年)
伦敦会议（英語：Conference of London）指第一次世界大战结束后，于1920年2月12日至4月10日期间召开的会议，参与者包括英国、法国和意大利领导人。会议讨论了奥斯曼帝国的瓜分问题，并对有关塞夫尔条约的协议进行谈判。在英国首相大卫·劳合乔治、法国首相亚历山大·米勒兰和意大利首相弗朗西斯科·萨维里奥·尼蒂的领导下，同盟国之间达成协议，这些协议将为圣雷莫会议中的进一步讨论奠定基础。

## 君士坦丁堡军事问题
穆德罗斯停战后，君士坦丁堡于1918年11月13日建立了协约国的军事管理，而奥斯曼政府或奥斯曼苏丹那时并未被解散。因此会议重点讨论了奥斯曼帝国的控制问题。讨论问题大多与削弱奥斯曼苏丹（参见奥斯曼帝国哈里发）的权力有关，包括将其行动限制在君士坦丁堡内、奥斯曼苏丹的军队规模与达达尼尔海峡的共享。
会议使奥斯曼苏丹拥有掌控奥斯曼帝国安全的权利，却不能影响和平方案的进程。